# Chilasa elwesi
Chilasa elwesi is een vlinder uit de familie van de pages (Papilionidae). De vlinder is endemisch in China. De waardplanten zijn soorten uit de schermbloemenfamilie.